# Rivesaltes
Rivesaltes település Franciaországban, Pyrénées-Orientales megyében. Lakosainak száma 9151 fő (2022. január 1.). Rivesaltes Salses-le-Château, Claira, Pia, Perpignan, Peyrestortes és Espira-de-l’Agly községekkel határos.

## Népesség
A település népessége az elmúlt években az alábbi módon változott:
| Lakosok száma | 8422 | 8678 | 8814 | 8610 | 8756 | 8888 | 9020 | 9099 | 9151 |
|               | 2013 | 2015 | 2016 | 2017 | 2018 | 2019 | 2020 | 2021 | 2022 |